# Garfield and Friends
Garfield and Friends (Brasil: Garfield e Seus Amigos / Portugal: Garfield e Amigos) é uma série de desenho animado estadunidense baseada na tira de quadrinhos Garfield, de Jim Davis. A série foi exibida originalmente na CBS de 17 de setembro de 1988 a 10 de dezembro de 1994. Os episódios consistiam em três curtas, dois de Garfield e um baseada em outra tirinha de Davis, A Fazenda do Orson. A série durou 7 temporadas, e foi produzida pela Film Roman.
Foi escrita por Mark Evanier e Sharman DiVono.
No Brasil, a série fora originalmente exibida na TV Globo (que, bem antes, exibia os especiais de meia-hora do personagem, entre os anos de 1988 e 1989), durante o início dos anos 90, dentro dos programas Xou da Xuxa e Festival de Desenhos, com a 1ª dublagem feita na Herbert Richers. Durante a mesma época, foi lançada uma coleção de fitas VHS pela Vídeo Arte do Brasil, que também lançou os especiais do personagem, porém com uma nova dublagem feita na SC São Paulo. O desenho também chegou a ser exibido durante a década de 90 dentro do bloco infantil Babá Eletrônica do canal pago Multishow. Por volta da metade da década, a série também passou a ser exibida pelo Cartoon Network e ganhou uma nova dublagem, feita pela Sincrovídeo, que se tornou a mais conhecida. Já no final daquela década, a Rede Record comprou os direitos da animação e a exibiu em seus diversos programas infantis, tais como Agente G, Mundo Maravilha, Desenho Mania, Sessão Desenho (não confundir com a versão mais famosa do SBT), Eliana e Alegria, Domingo Criança e Record Kids. Originalmente, a emissora exibiu a série com a dublagem original da Herbert Richers (antes exibida na Globo e no Multishow), entretanto, a partir dos anos 2000, começaram a transmitir com a dublagem mais conhecida da Sincrovídeo, que também foi vista nos 3 canais infantis da Turner: Cartoon Network (entre 1995 e 2004), Boomerang (entre 2005 e 2008) e Tooncast (entre 2010 e 2015). Em 2004, para promover o lançamento de Garfield: O Filme, a Fox Film do Brasil lançou um box de DVDs, contendo todos os episódios da 1ª temporada e metade da 2ª, mas agora com uma nova dublagem realizada na extinta Parisi Vídeo. No mesmo ano, a série deixou de ser exibida pelo Cartoon Network e foi para outro canal, o Boomerang, que a exibiu até 2008. Em 2010, a série passou a ser exibida exclusivamente pelo Tooncast na TV fechada, sendo que o canal exibiu a série até 2015. No início de 2012, o Cartoon Network chegou a exibir o desenho novamente, agora no começo das manhãs diárias de segunda a sexta, às 06h00, porém sem muito sucesso e foi logo retirado da programação do canal, voltando a ser uma atração exclusiva do Tooncast. Atualmente, a série está fora do ar no país, sem nenhuma previsão de um possível retorno, tanto na TV aberta quanto na fechada.
Em Portugal, estreou no Canal 1 em 1991 na versão original com legendas em português, mais tarde, na RTP2 de 2002 a 2003 também na versão original com legendagem portuguesa, depois no 2: em 2004 na mesma versão com legendagem portuguesa, de seguida no Canal Panda em 2003, novamente na mesma versão com legendagem portuguesa produzida pela VTvideo e mais tarde no Panda Biggs em 2009 e 2010.

## Elenco
Alguns personagens foram feitos apenas para o desenho.

### Garfield
- Garfield: O protagonista, um gato laranja preguiçoso e guloso.
- Odie: Um cão estúpido, que gosta de lamber.
- Jon Arbuckle: O dono de Garfield e Odie, um cartunista nerd com pouca sorte com as mulheres.
- Pooky: O urso de pelúcia de Garfield.
- Binky: Um palhaço barulhento e irritante apresentador de TV, que apareceu algumas vezes na tirinha.
- Herman Post: O carteiro que Garfield costuma atormentar.
- Liz Wilson: A veterinária de Garfield, pela qual Jon é apaixonado.
- Nermal: O autoproclamado "gato mais lindo do mundo". Garfield se irrita com ele, e vive tentando enviá-lo para Abu Dhabi.

### Originais
Esses são alguns dos personagens que apareceram apenas no desenho:
- Penélope - Uma gata que se apaixona por Garfield, substituindo a namorada das tirinhas, Arlene (que aparece sem falas em um episódio).
- Ed - É o tio de Jon.
- Floyd - É um rato amigo de Garfield.
- Al G. Swindler - Um vigarista narigudo.
- Jeca Tatu - Um caubói, amigo de Jon.

### Fazenda do Orson
- Orson: Um porco leitor com imaginação fértil. Às vezes banca o super-herói Poderoso Porco.
- Roy: Um galo ególatra que adora pregar peças.
- Wade: Um pato medroso. Anda com uma bóia, que tem uma cabeça de pato que sempre faz a mesma expressão que ele.
- Booker: Um pintinho caçador de minhocas.
- Sheldon: O irmão de Booker, que não saiu de seu ovo (suas pernas estão abaixo da casca).
- Lanolina: Uma ovelha mal-humorada.
- Bo: O irmão de Lanolina, um carneiro bem-humorado.
- Mort, Gort e Wart: Os irmãos de Orson, que atormentam-no e tentam roubar a colheita.

### Personagens originais
- Fred - Um pato primo de Wade.
- Chloe - Sobrinha inteligente de Roy.
- O Lobo - Ele tenta pegar as galinhas em diversos episódios.
- A Doninha - Outro predador das galinhas.
- Aloísio - Um primo de Orson que trabalha na emissora.

## Músicas
Na primeira e na segunda temporada o tema musical era "Amigos São (Friends are There)", na terceira temporada a música passou a ser "Venham para nossa Festa" ("We're Ready To Party").

## Rapidinhas
No início, sempre passavam as rapidinhas (piadas de 45 segundos) do Garfield e da Fazenda do Orson. Após o episódio "Ataque dos Peixes Mutantes" foi passada uma Gritando Com Binky, que duraram até o final da terceira temporada. Quando a temporada acabou, apenas rapidinhas do Garfield apareciam.

## DVDs
A 20th Century Fox lançou a série nos Estados Unidos em DVD em cinco caixas, entre 2004 e 2005. A primeira caixa continha a primeira temporada inteira e parte da segunda. O segundo DVD continha o resto da segunda temporada e parte da terceira. O terceiro DVD continha todos os outros episódios da terceira temporada e todos menos um da quarta. O quarto DVD continha o episódio restante, a quinta temporada e parte da sexta. O quinto DVD continha todos os episódios restantes.
No Brasil, apenas a primeira caixa foi lançada e com uma nova dublagem, feita pela Parisi Vídeo. 

## Cancelamento
Essa série animada do Garfield foi um grande sucesso de audiência, o que garantiu sete temporadas e uma oitava chegou a ser planejada. Porém, com o passar dos anos, os custos de produção da série foram aumentando. Em 1994, os custos de produção estavam muito altos e a série, apesar de ser um sucesso de audiência, não estava conseguindo dar para a CBS a liderança nas manhãs de sábado - nas últimas temporadas, o canal ficou em terceiro lugar na audiência, atrás da NBC e da ABC. Assim, por causa dos altos custos de produção e por não obter a liderança na audiência, a série animada do Garfield foi cancelada após a sétima temporada em 1994. A CBS, que transmitia o desenho nos Estados Unidos, chegou a propor renovar a série para uma oitava temporada, mas com um grande corte no orçamento, o que os produtores da série não aceitaram.